# Grod jul på Näsbrännan
Grod jul på Näsbrännan var SR:s julkalender 1993.

## Handling
I Nästäppa socken ligger Näsbränna gård, som varit öde sedan siste bondens barn blev vuxen och flyttade in till staden.
Men huset blev inte helt öde, eftersom hustomtarna nu regerar fritt där. Där bor Näsbrännan, Smörfrid Luva, en gumma med fläckigt förkläde, och under köksgolvet bor Kusbert Luva. De har varit hustomtar på gården i hundratals år, och bekymrar sig inte att där inte längre finns något bondfolk.

## Papperskalender

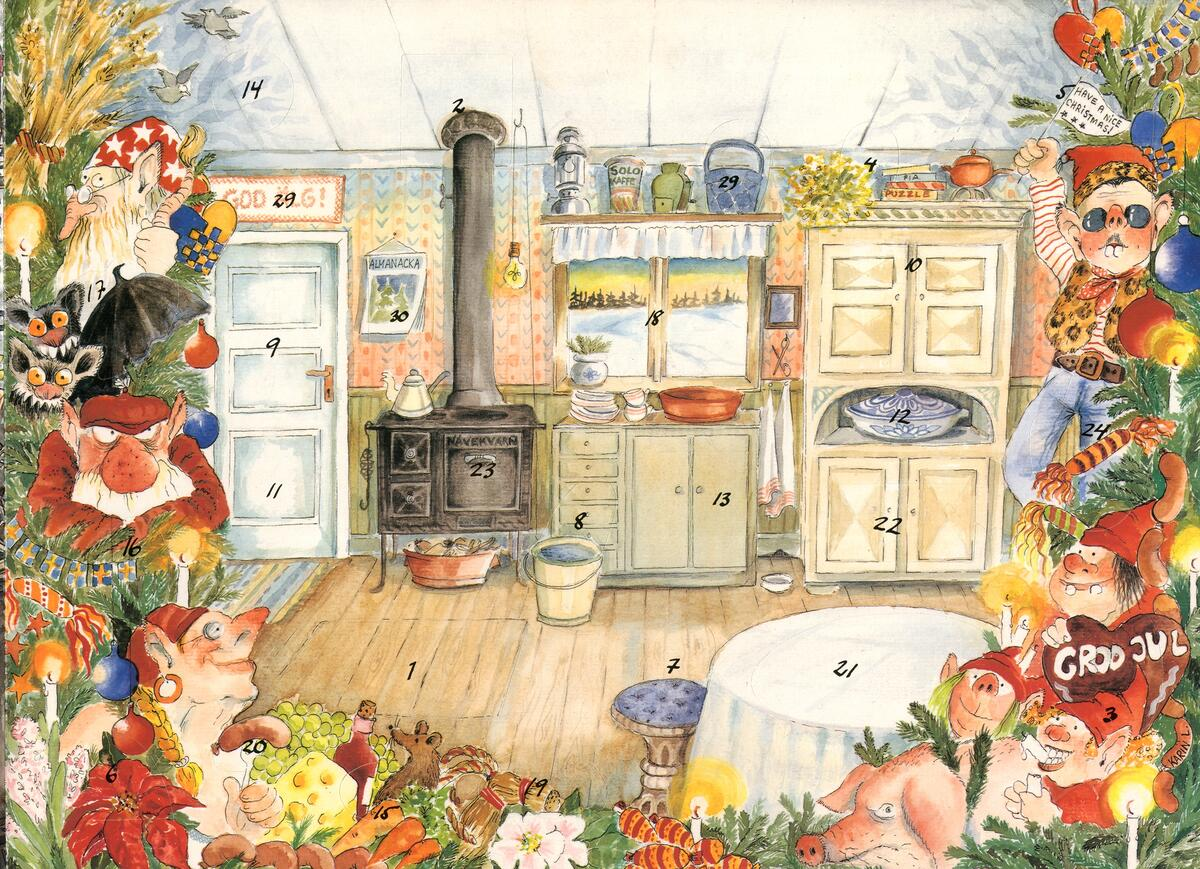
Papperskalendern

Kalendern visar köket på den gård där kalendern utspelar sig.

## Utgivningar
Författaren Katarina Mazetti läste också in berättelsen, vilken utgavs på CD 2005.

### Fotnoter
1. ↑  ”Svensk mediedatabas”. http://smdb.kb.se/catalog/search?q=%22Grod+jul+p%C3%A5+N%C3%A4sbr%C3%A4nnan%22+typ%3Aradio&sort=OLDEST. Läst 5 april 2011.
2. ↑  ”1993, Grod jul på Näsbrännan”. Sveriges Radio. http://sverigesradio.se/barn/julkalendrar/1993.stm. Läst 30 augusti 2015.
3. ↑  ”Julkalendrar”. Arkiverad från originalet den 27 oktober 2014. https://web.archive.org/web/20141027034004/http://helgo.net/emma/julkalendrar.php?y=1993&t=radio. Läst 2 april 2011.
4. ↑  ”Svensk mediedatabas”. http://smdb.kb.se/catalog/id/002029726. Läst 5 april 2011.